# Größenordnung
Die Größenordnung ist in Zahlensystemen und im wissenschaftlichen Rechnen der Faktor, der notwendig ist, um in der jeweiligen Zahlendarstellung, unter Beibehaltung der einzelnen Ziffern und ihrer Reihenfolge, einen Wert im Stellenwertsystem um eine Stelle nach links oder nach rechts zu verschieben, das heißt, zu vergrößern oder zu verkleinern.
- Als Größenordnung einer physikalischen Größe bezeichnet man den Bereich einer Zehnerpotenz bezogen auf ihre Maßeinheit. Eine Größenordnungsdifferenz von 1 entspricht dabei einem Faktor oder einem Divisor von 10 (dezimale Größenordnung).
- In der Computertechnik werden auch Potenzen mit der Basis 2 als Größenordnungen bezeichnet (binäre Größenordnung).
- Allgemein beschreibt Größenordnung Wertebereiche oder Skalen.

Dargestellt wird sie in Exponentialdarstellung mit einer Gleitkommazahl.

## Dezimale Größenordnung
Meist wird von einem Dezimalsystem ausgegangen, weshalb eine Größenordnung meist einen Faktor (oder Divisor) von 10 bezeichnet. Beispielsweise unterscheiden sich die Größen „2 Meter“ und „200 Meter“ um zwei Größenordnungen, also um den Faktor 102 = 100. Generell gilt also, dass eine additive Veränderung in der Größenordnung eine exponentielle Veränderung in der tatsächlichen Größe anzeigt, bzw. dass man von der tatsächlichen Größe auf die Größenordnung (multipliziert mit einem konstanten Faktor) per Logarithmierung gelangt.
Die im jeweiligen Kontext auftauchenden Größenordnungen unterscheiden sich drastisch. Ein wissenschaftlicher Taschenrechner etwa rechnet bis 1099, man schätzt aber die Größenordnung der Anzahl der Elementarteilchen im Universum auf „nur“ 1087, und das Universum ist etwa in der Größenordnung von 1018 Sekunden alt. Hingegen beträgt die Größenordnung der Anzahl der verschiedenen möglichen Wege zwischen 100 Städten beim Problem des Handlungsreisenden bereits 10158.

## Binäre Größenordnung
Eine binäre Größenordnung entspricht einer Verdopplung respektive Halbierung. Sie ist insbesondere in der Computertechnik vom Datentyp abhängig.

## Größenordnung und Maßeinheit
In der wissenschaftlichen Praxis wird allerdings oft eine Größenordnung als eher ungenaue Bezeichnung von Größenverhältnissen benutzt und allgemein die Potenz der Gleitkommazahl gemeint. Der Sinn dieser Anwendung ergibt sich aus dem Kontext und liegt meistens in der Bezeichnung großer oder sehr großer Zahlenunterschiede. Beispielsweise ist der nächste Stern um fünf Größenordnungen weiter von der Erde entfernt als die Sonne. Gemeint sind hier also dezimale Größenordnungen, und zwar gerundet auf eine ganze Zahl. Größenordnung in diesem Sinne ist Millimeter (ein Tausendstel Meter) → Zentimeter (ein Hundertstel) → Dezimeter (ein Zehntel eines Meters) → Meter. Beispielsweise sagt man, eine Größe liege „im Zentimeterbereich“.
Im SI-Einheitensystem sind die Vorsätze für Maßeinheiten, die die dezimalen Größenordnung zur Basiseinheit bestimmen, genau geregelt. In den Ingenieursbereichen wird die Technische Notation mit dem Faktor 1000 als Größenordnung verwendet, also beschränkt auf Nanometer → Mikrometer → Millimeter → Meter → Kilometer, und so weiter.

### Beispiele für physikalische Größen mit Einheiten in verschiedenen Größenordnungen
- Masse: Gramm (g), Kilogramm (kg), Tonne (t)
- Energie: Elektronenvolt (eV), Megaelektronenvolt (MeV), Gigaelektronenvolt (GeV), Joule (J), Kilowattstunde (kWh), Terawattstunde (TWh)
- Leistung: Milliwatt (mW), Watt (W), Kilowatt (kW), Megawatt (MW)
- Zeit: Femtosekunde (fs), Pikosekunde (ps), Nanosekunde (ns), Mikrosekunde (μs), Millisekunde (ms), Sekunde (s), Minute (min), Stunde (h), Tag (d), Jahr (a)
- Frequenz: Hertz (Hz), Kilohertz (kHz), Megahertz (MHz)
- Länge: Nanometer (nm), Mikrometer (µm), Millimeter (mm), Zentimeter (cm), Dezimeter (dm), Meter (m), Kilometer (km), Astronomische Einheit (AE), Lichtjahr (Lj), Parsec (pc)
- Fläche: Quadratmeter (m²), Ar (a), Hektar (ha), Quadratkilometer (km²)
- Volumen: Milliliter (ml), Zentiliter (cl), Deziliter (dl), Liter (l), Kubikmeter (m³)
- Temperatur: Nanokelvin (nK), Mikrokelvin (µK), Millikelvin (mK), Kelvin (K)
- Druck: Kilopascal (kPa), Hektopascal (hPa), Pascal (Pa)

## Größenordnungsskalen verschiedener elementarer Größen
Der relevante Wertebereich physikalischer Größen in Natur und Technik überstreicht oft viele Größenordnungen. Daher sind insbesondere logarithmische Skalen – die die Potenzen linear anordnen – zur Darstellung solcher Skalierungen geeignet.
Die folgenden Listen geben anhand exemplarischer Phänomene einen Überblick über die auftretenden Größenordnungen der wichtigsten Größen:
Mechanik
- Liste von Größenordnungen der Länge
- Liste von Größenordnungen der Fläche
- Liste von Größenordnungen des Volumens
- Liste von Größenordnungen der Zeit
- Liste von Größenordnungen der Frequenz
- Liste von Größenordnungen der Geschwindigkeit
- Liste von Größenordnungen der Beschleunigung
- Liste von Größenordnungen der Masse
- Liste von Größenordnungen der Kraft
- Liste von Größenordnungen des Druckes
- Liste von Größenordnungen der Energie
- Liste von Größenordnungen der Leistung

Elektromagnetismus
- Liste von Größenordnungen der elektrischen Stromstärke
- Liste von Größenordnungen der elektrischen Spannung
- Liste von Größenordnungen der magnetischen Flussdichte

Andere
- Liste von Größenordnungen der Temperatur
- Liste von Größenordnungen der Stoffmenge
- Liste von Größenordnungen der Äquivalentdosis
- Liste von Größenordnungen der Lichtstärke
- Liste von Größenordnungen von Datenraten